# Edward William Cooke

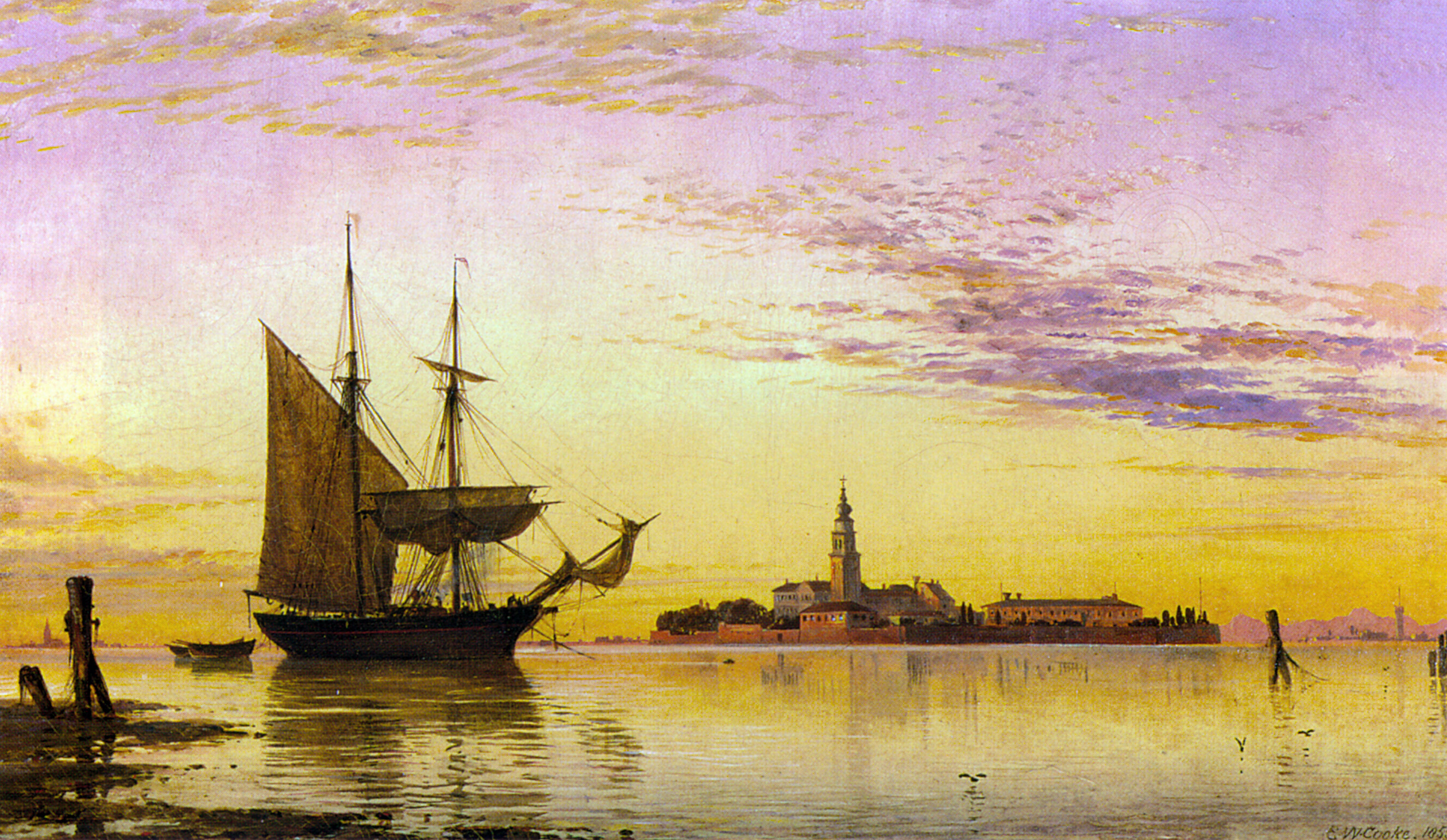
San Lazzaro degli Armeni, przed 1855

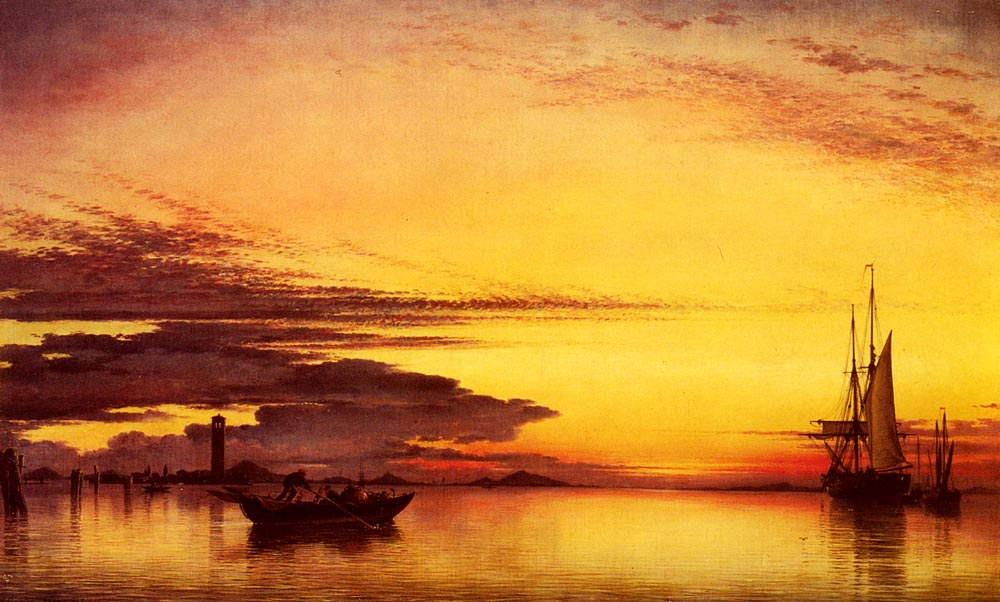
Zachód słońca nad laguną, 1853

Edward William Cooke (ur. 27 marca 1811 w Londynie, zm. 4 stycznia 1880) – angielski malarz marynista, grafik, ilustrator i ogrodnik.
Artysta posługiwał się techniką olejną i akwarelą, malował wybrzeża morskie, statki i nadmorską architekturę. Tworzył pod wyraźnym wpływem XVII-wiecznych mistrzów holenderskich (m.in. Willema van de Velde) i malarzy weneckich takich jak Giovanni Antonio Canal i Francesco Guardi. Wiele podróżował, szczególnie często odwiedzał Holandię i Wenecję, był też w Hiszpanii, Francji, Skandynawii i Afryce Północnej. W latach 1835–1879 wystawił w Royal Academy 129 prac, a w British Institution – 115 (1835–1867).
Edward William Cooke zajmował się też geologią, historią naturalną i ogrodnictwem, w latach 40. XIX wieku wspólnie z przyjacielem Jamesem Batemanem zaprojektował i urządził ogrody Biddulph Grange w Staffordshire. Był członkiem Royal Academy of Arts (od 1863 roku), Royal Society, Zoological Society of London, Society of Antiquaries of London i Geological Society of London. W 1829 roku wydał zbiór rysunków i grafik poświęconych tematyce morskiej pt. Sixty five plates of shipping and craft.
Prace malarza znajdują się głównie w kolekcjach brytyjskich m.in. w Royal Academy of Arts Collection, Tate Britain i National Maritime Museum w Greenwich.
W 1996 roku John Munday wydał książkę Edward William Cooke RA, FRS, FSA, FLS, FZS, FGS: 1811-1880: a man of his time, która przypomniała sylwetkę artysty w oparciu o jego dzienniki i dokumenty przechowywane przez rodzinę.